# Авесалом
Авесалом (на иврит: אַבְשָׁלוֹם, „баща на мира“) е израилски благородник.
Той е трети син на царя на Израил Давид от Мааха, дъщеря на владетеля на Гесур.[2Цар. 3:3] Според Стария завет той е известен като най-красивия мъж в царството.[2Цар. 14:25] След това той започва бунт срещу цар Давид, разгромен е в битка и е убит, когато косата му се заплита в клоните на дърво, докато се опитва да избяга.[2Цар. 18:1 – 17]